# هيرمان تيلك
هيرمان تيلك (بالألمانية: Hermann Tilke)‏ (و. 1954 – م) هو سائق سيارة سباق، ومهندس معماري من ألمانيا . ولد في البه ألمانيا.

## أعمال بارزة
من أهم أعماله:
- Hauptstadion.